# 빌 핸즈
윌리엄 앨프레드 핸즈 주니어(William Alfred Hands, Jr., 1940년 5월 6일~2017년 3월 9일)는 미국의 프로 야구 선수로, 1965년부터 1975년까지 메이저 리그 베이스볼(MLB)의 샌프란시스코 자이언츠, 시카고 컵스, 미네소타 트윈스, 텍사스 레인저스에서 투수로 뛰었다. 시카고 컵스 유니폼을 입고 20승을 기록한 1969년이 커리어 하이 시즌이었다.

## 어린 시절
미국 뉴저지주 러더퍼드에서 성장기를 보낸 핸즈는 러더퍼드 고등학교 시절 야구를 했다.
이후 페얼리 디킨슨 대학교와 오하이오 웨슬리언 대학교에 진학해 투수로 뛰었다. 후일 핸즈는 러더퍼드 명예의 전당에 헌액되었다.

## 메이저 리그
"프로기"(Froggy)라는 별명으로 불린 핸즈는 1959년에 아마추어 자유계약선수 자격으로 샌프란시스코 자이언츠와 계약을 맺었고, 1965년에 메이저 리그로 승격되어 4경기에 출전했다. 그해 시즌이 끝난 뒤에 샌프란시스코의 핸즈와 포수 랜디 헌들리, 시카고 컵스의 외야수 돈 랜드럼과 구원 투수 린디 맥대니얼을 맞바꾸는 트레이드가 성사되었다. 당시에는 이 트레이드가 샌프란시스코에게 유리한 거래로 평가되었으나, 시간이 흐른 뒤에는 컵스 역사상 최고의 트레이드 중 하나로 평가가 뒤바뀌었다.
시카고 컵스 유니폼을 입고 뛴 1966년 시즌, 핸즈는 26경기를 선발투수로, 15경기를 구원 투수로 나서며 8승 13패, 4.58의 평균자책점을 기록했다. 28세 시즌이었던 1968년에는 16승 10패, 평균자책점 2.89를 기록한 데 이어, 이듬해인 1969년에는 20승 14패, 2.49의 평균자책점으로 프로 데뷔 이후 최고의 시즌을 만들어냈다. 이해 후일 미국 야구 명예의 전당에 헌액되는 퍼거슨 젱킨스와 함께 선발 로테이션을 돌면서 300이닝을 소화했고, 18번의 완투를 기록했다.
핸즈는 시카고 컵스에서 7시즌을 뛰었으며, 1973년과 1974년에는 미네소타 트윈스에서, 1974년과 1975년에는 텍사스 레인저스에서 선수로 뛰었다.
퍼거슨 젱킨스는 “핸즈는 침착한 성격의 선수였고, 좋은 싱킹 패스트볼과 날카로운 슬라이더를 가진 투수였다. 그는 자기 일을 묵묵히 해냈고, 스타 선수들로 가득한 팀에서 자신이 과소평가받는다는 데 대해 불평한 적이 없었다.”라고 평가했다.
핸즈는 메이저 리그 통산 374경기에서 1,951이닝을 소화하며 111승 110패, 평균자책점 3.35, 1,128탈삼진을 기록했다.

## 개인사
선수 시절 핸즈는 뉴저지주 파시파니트로이힐즈에 거주했다.
핸즈는 야구계에서 은퇴한 후에는 롱아일랜드의 한 석유 회사에서 세일즈맨으로 일했다. 이후 뉴욕주 오리엔트에 ‘오리엔트 서비스 센터’라는 이름의 주유소를 열었고, 오리엔트에서 아내 샌디와 함께 오랜 기간 거주했다. 둘의 자녀인 헤더, 빌리, 하이디와 손주들 역시 오리엔트에서 살았다.
2017년 3월 9일, 핸즈는 플로리다주에서 세상을 떠났다.